# Erebia velebitica
Erebia velebitica är en fjärilsart som beskrevs av Steiner 1918. Erebia velebitica ingår i släktet Erebia och familjen praktfjärilar. Inga underarter finns listade i Catalogue of Life.